# 1794 aux États-Unis
Pour des articles plus généraux, voir Chronologie des États-Unis et 1794.
Chronologie des États-Unis
- 1790
- 1791
- 1792
- 1793
- 1794
- 1795
- 1796
- 1797
- 1798

Cette page concerne des événements d'actualité qui se sont produits durant l'année 1794 du calendrier grégorien aux États-Unis.

## Gouvernement
- Président : George Washington (Sans étiquette)
- Vice-président : John Adams (Fédéraliste)
- Secrétaire d'État : Edmund Randolph
- Chambre des représentants - Président : Frederick Muhlenberg (Pro-administration)

## Événements
- 27 janvier : publication à Paris de la première partie de The Age of Reason (Le Siècle de la raison), de Thomas Paine[1].
- 27 mars : Naval Act of 1794 du Congrès des États-Unis créant l'United States Navy.

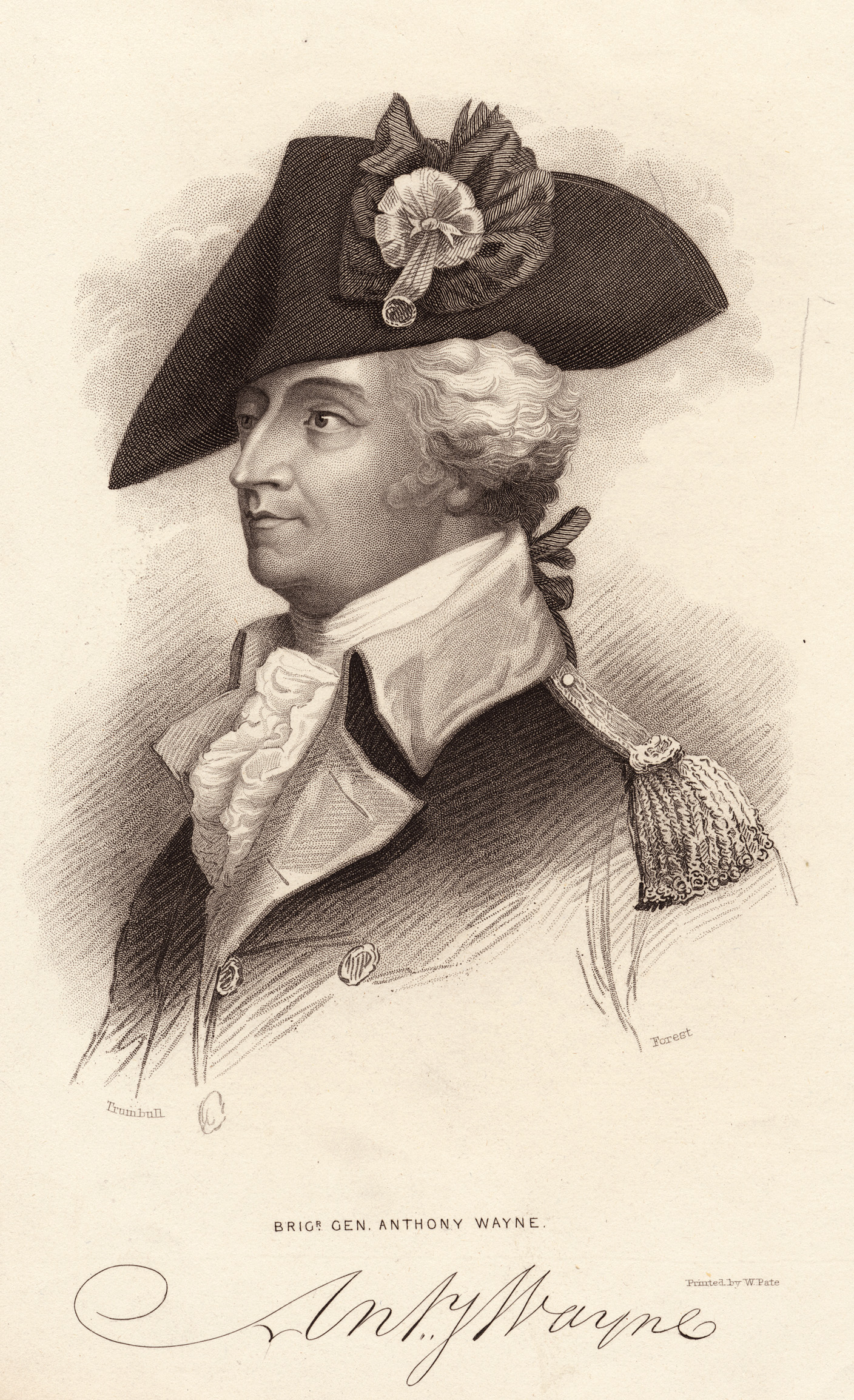
Anthony Wayne

- 7 août : George Washington décrète la loi martiale en Pennsylvanie, Virginie, et plusieurs autres États contre les milices qui organisent la Révolte du Whisky.
- 20 août : le général Anthony Wayne écrase la tribu des Miamis dans l’ancien Nord-Ouest, à la bataille de Fallen Timbers (Michigan), ce qui ouvre la vallée de l'Ohio à la colonisation.
- 10 septembre : fondation de l'Université du Tennessee à Knoxville.
- Octobre : révolte du Whisky. Le secrétaire au Trésor Alexander Hamilton conduit lui-même les troupes qui vont réprimer la rébellion mais ne trouve pas de résistance, ils arrêtent 20 protestataires.

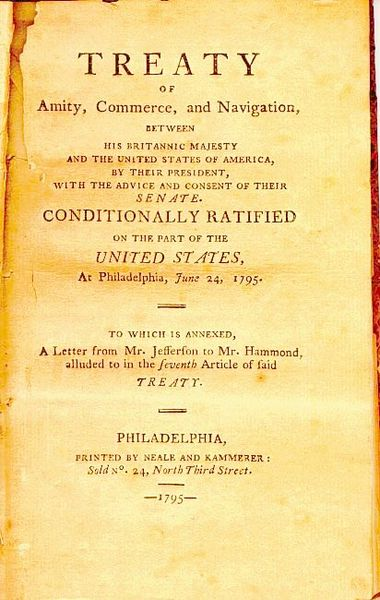
Traité de Londres

- 11 novembre : Traité de Canandaigua. Le traité établi la paix et l'amitié entre les États-Unis et les Six Nations et affirme des droits territoriaux Haudenosaunee dans l'État de New York.
- 19 novembre : Traité de Londres : les États-Unis et les Britanniques résolvent leurs différends à la frontière du nord ouest des États-Unis (ratifié en 1795).

## Naissances
- 10 avril : Matthew Calbraith Perry, né à Newport, Rhode Island (décédé à 4 mars 1858 à New York) était un commodore de l'US Navy.
- 27 mai : Cornelius Vanderbilt, (décède le 4 janvier 1877), était un entrepreneur américain qui bâtit sa fortune dans la construction maritime et les chemins de fer. Il était le patriarche de la famille Vanderbilt.
- 5 juillet : Sylvester Graham, (décède en 1851), est un pasteur presbytérien et diététicien.
- 3 novembre : William Cullen Bryant (décède le 12 juin 1878) était un poète romantique et journaliste américain.

## Décès

Signature d'Abraham Clark

- 15 septembre : Abraham Clark, né le 15 février 1725, était un politicien américain et une figure majeure de la Guerre d'Indépendance. Il était le délégué pour le New Jersey au Congrès Continental où il a signé la Déclaration d'Indépendance et a fait partie plus tard de la Chambre des députés tant dans le Deuxième que le Troisième Congrès des États-Unis, à partir du 4 mars 1791 jusqu'à sa mort en 1794.
- 15 novembre : John Witherspoon, (né le 15 février 1723), est un signataire de la Déclaration d'indépendance des États-Unis d'Amérique en tant que représentant du New Jersey. Il était le seul membre du clergé et le seul président d'un collège à signer la Déclaration.

#### Articles généraux
- Histoire des États-Unis de 1776 à 1865
- Évolution territoriale des États-Unis
- Histoire de la Louisiane
- Réfugiés français de Saint-Domingue en Amérique

#### Articles sur l'année 1794 aux États-Unis
- Traité de Canandaigua
- Traité de Londres (1795)